# Dolores Blanca Morenas Aydillo
Dolores Blanca Morenas Aydillo (Villafranca de los Barros, 1937 - Badajoz, 1998) va ser una biòloga, catedràtica i política espanyola.

## Biografia
Llicenciada en biologia, va ser catedràtica en centres d'ensenyaments mitjans i després al campus de Badajoz de la Universitat d'Extremadura. En l'àmbit polític, va ser elegida diputada al Congrés el 1977, primeres eleccions democràtiques després de la dictadura dins de les llistes de Unió de Centre Democràtic (UCD) per la circumscripció de Badajoz, renovant l'escó el 1979. Entre 1977 i 1978, va ser subdirectora general d'Estudis del ministeri d'Educació i Ciència i com parlamentària, a més de ser una de les 27 dones que van formar part de la Legislatura Constituent, va ser vicepresidenta primera de la Comissió d'Indústria i Energia (1977-1979) i de la Comissió d'Educació (1978-1981). Va formar part de l'Assemblea de Parlamentaris que van iniciar el procés autonòmic extremeny i va participar com a consellera d'Indústria i Energia i vicepresidenta d'assumptes legislatius en la Junta Regional d'Extremadura, nom que va rebre l'òrgan executiu en la fase preautonòmica, després anomenat Junta d'Extremadura.